# Виктор Шекероски
Виктор Б. Шекероски (на македонска литературна норма: Виктор Б. Шеќероски) е поет от Северна Македония.

## Биография
Роден е през 1944 година в Радожда, тогава окупирано от Нацистка Германия. Учи в Ябука и Белград. Завършва Факултета за организациони науки на Белградския университет. Член е на Дружеството на писателите на Македония от 1998 година.